# B'nai B'rith

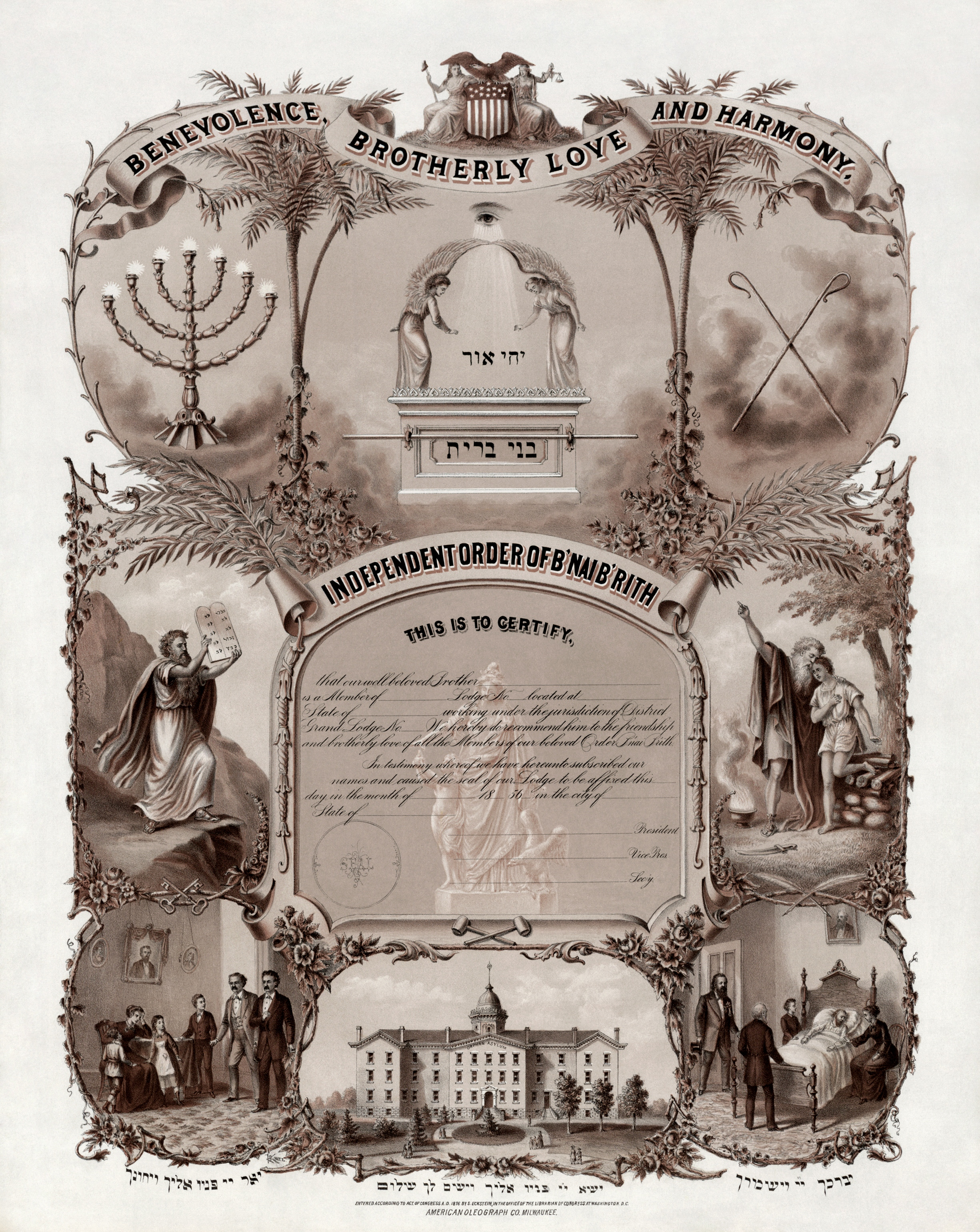
Certificato di appartenenza alla B'nai B'rith del 1876

L'Ordine Indipendente B'nai B'rith o Bené Berith (in ebraico: בני ברית, "figli dell'Alleanza") è una loggia ebraica nata nel 1843 durante la presidenza di John Tyler ed ancora esistente ed attiva. La sua missione è quella di fare filantropia nella direzione dei poveri.
Negli Stati Uniti è qualificata come organizzazione senza scopo di lucro. Precedentemente, era un'associazione culturale di ebrei tedeschi immigrati negli U.S.A.
Fu fondata al Sinsheimer Café, nel quartiere di Wall Street, a New York, da Henry Jones e altre undici persone il 13 ottobre del 1843. Il nome originario era in tedesco Bundes-Brueder (che significa "Lega dei fratelli"), in quello attuale che conserva le iniziali ("BB"). La maggior parte dei fondatori erano ebrei-tedeschi.
L'organizzazione partecipa a numerose attività legate ai servizi sociali, tra cui la promozione dei diritti degli ebrei, l'assistenza negli ospedali e alle vittime dei disastri, stanzia premi per gli studenti di scuole ebraiche e combatte l'antisemitismo tramite il suo Center for Human Rights and Public Policy.
Oltre alle sue attività sociali, B'nai B'rith è anche un sostenitore dello Stato di Israele. Con l'AIPAC ha dato vita nel 2002 all'iniziativa “BBYO 4 Israel” (B'nai B'rith Youth Organization per Israele).
Fino al 2001 il B'nai B'rith ha sponsorizzato la BBYO, oggi BBYO Inc., associazione per studenti ebrei della scuola superiore, fondata nel 1923. Questa comprende l'ordine maschile (AZA, Aleph Zadik Aleph) e quello femminile (BBG, B’nai B’rith Girls).

## Premi
B'nai B'rith International tributa diversi premi tra cui la Medaglia d'oro del Presidente, assegnata per onorare l'impegno a favore dello Stato e del Popolo di Israele. Tra i vincitori: David Ben Gurion, George H. W. Bush e Golda Meir. Nel novembre 2005, la Medaglia d'Oro fu assegnata al vecchio cancelliere austriaco Franz Vranitzky, nel maggio 2006 al primo ministro australiano John Howard.

## B'nai Brith Canada
La sezione canadese dell'ordine si chiama B'nai Brith (non usa l'apostrofo nella seconda parola), fu fondata nel 1875 ed è l'associazione di volontari ebrei più antica del paese. Negli ultimi anni si è opposta al Canadian Jewish Congress (CJC) come voce della comunità ebraica canadese ed è considerata la più conservatrice fra le due organizzazioni (in particolare per la sua rivista, The Jewish Tribune, mentre quella del CJC è il più moderato Canadian Jewish News). B'nai Brith Canada (BBC) è anche considerato più vicino al Likud rispetto al CJC, ufficialmente neutrale rispetto alla politica israeliana. Nella politica canadese, sebbene entrambi i gruppi siano ufficialmente non schierati, molti vecchi funzionari del CJC (come l'ex presidente Irwin Cotler) hanno partecipato alle elezioni con il partito liberale canadese; mentre Franck Dimant (direttore esecutivo B'nai Birth) ha partecipato alle federali del 2000 con la Canadian Alliance.

## B'nai B'rith Italia
In Italia, il B'nai B'rith, conosciuto come Bené Berith, è presente con tre sezioni a Roma, Milano e Livorno. L'organizzazione partecipa a numerose iniziative spaziando dalla promozione di attività culturali a quelle benefiche. A Roma è presente anche una sezione giovanile, il Benè Berith Giovani, attiva in iniziative rivolte alla formazione giovanile su ampia scala; si occupa inoltre di promuovere numerose attività benefiche ed assistenziali.

## Rapporti con la Santa Sede
Fra i vari attestati di stima ricevuti da Francesco I dopo l'elezione al soglio pontificio nel 2013, vi furono quelli del B'nai B'rith International, in un comunicato che ricorda l'ospitalità concessa loro a novembre del 2012 e il discorso tenuto nella cattedrale di Buenos Aires per la commemorazione della Notte dei cristalli, che segnò l'inizio della Shoah.

Il 25 gennaio 2015, riceve in Vaticano una delegazione del B'nai B'rith International, confermando la continuazione del dialogo ecumenico e dei rapporti improntati a tolleranza e mutuo rispetto, rimasti inalterati durante il pontificato di Benedetto XVI.

## Membri illustri
- Sigmund Freud[8][9][10][11][12]
- Albert Einstein[13]

## Vocalizzazione del nome
La parola ebraica B'rith è stata nei secoli vocalizzata anche come Berith.